# Valros

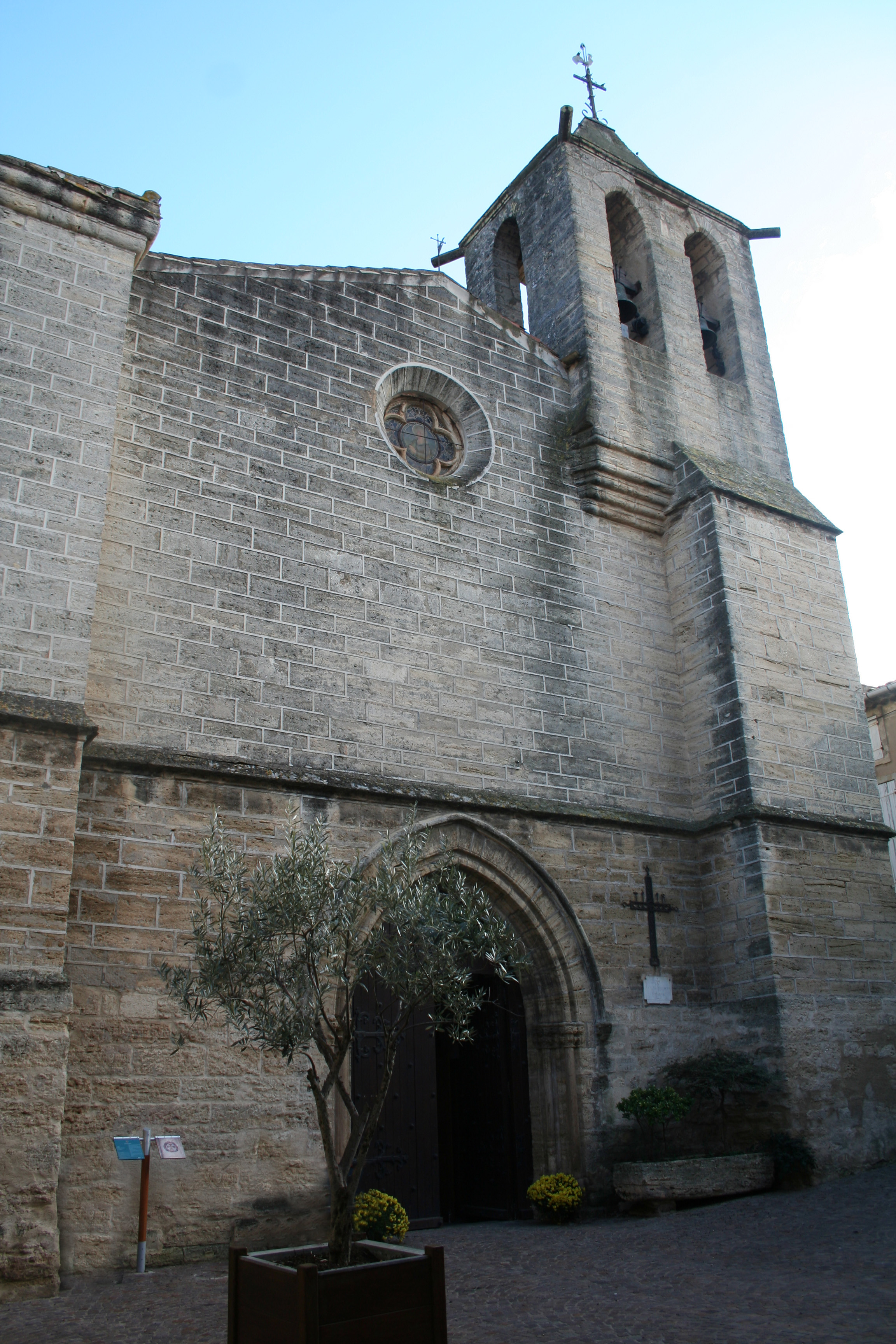
Kościół w Valros, 2011

Valros – miejscowość i gmina we Francji, w regionie Oksytania, w departamencie Hérault.
Według danych na rok 1990 gminę zamieszkiwało 1021 osób, a gęstość zaludnienia wynosiła 154 osoby/km² (wśród 1545 gmin Langwedocji-Roussillon Valros plasuje się na 333. miejscu pod względem liczby ludności, natomiast pod względem powierzchni na miejscu 928.).

## Populacja

Populacja Valros w latach 1962-2008